# Halte de Larzalier
La halte de Larzalier est une halte ferroviaire française (fermée) de la ligne du Monastier à La Bastide-Saint-Laurent-les-Bains (dite aussi Translozérienne), située à proximité du hameau de Larzalier, sur le territoire de la commune d'Allenc, dans le département de la Lozère en région Occitanie. 
Elle est située à 1215 mètres d'altitude, point culminant de la ligne ce qui en fait le point le plus haut du réseau de chemin de fer français à voie normale et non électrifié.

## Situation ferroviaire
Établie à 1 215 mètres d'altitude, la halte de Larzalier est située au point kilométrique (PK) 669,604 de la ligne du Monastier à La Bastide-Saint-Laurent-les-Bains, entre les gares d'Allenc (ouverte) et de Larzalier (fermée).

## Histoire

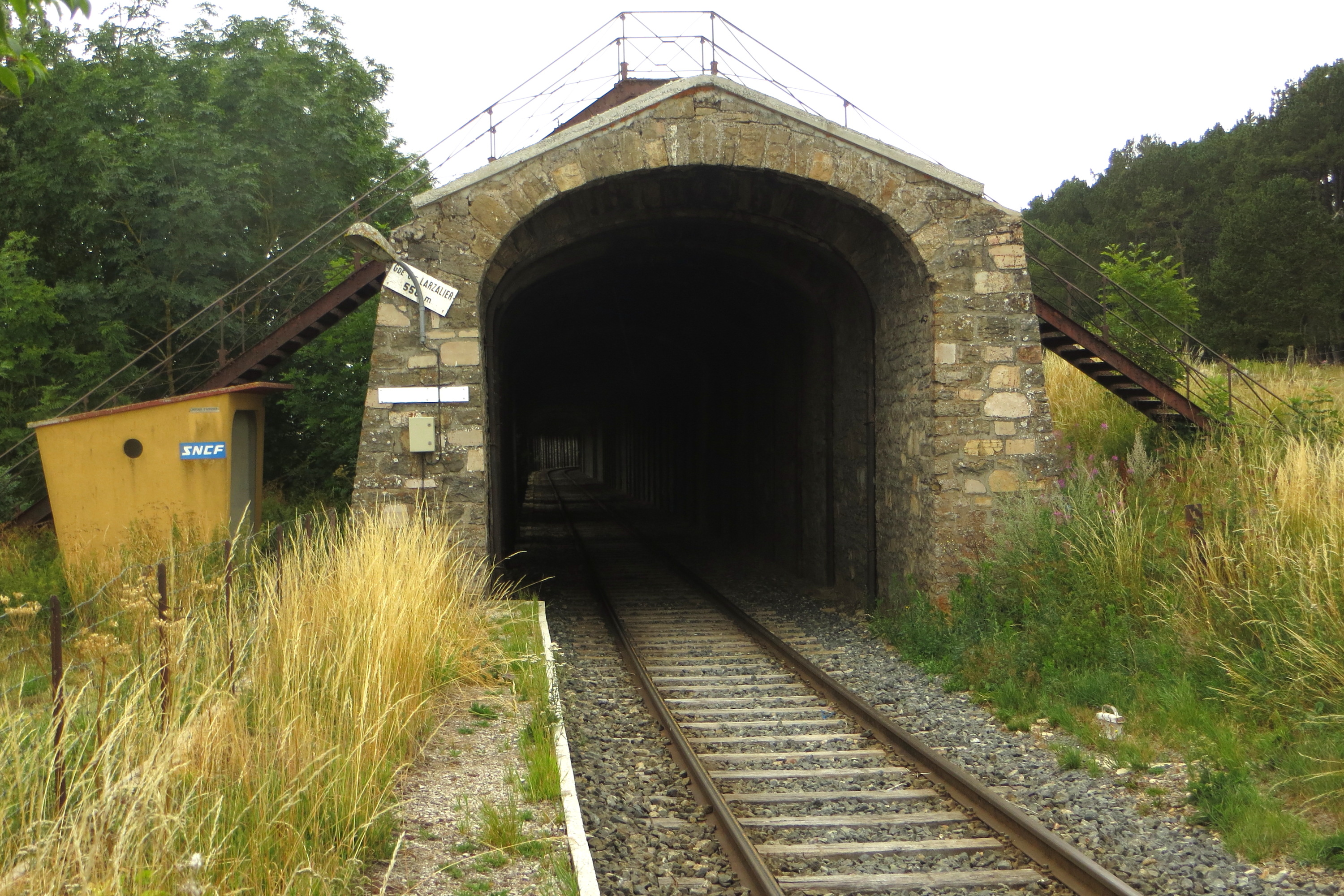
Vue de l'ancien quai en direction de Mende.

La halte actuelle est située légèrement à l'ouest, et un peu plus bas, que la halte originelle. Elle est placée sur le tracé du Translozérien. Lors de la construction de l'embranchement militaire de la ligne de Charpal, la halte devient le point kilométrique 0 de cette nouvelle ligne. Cette dernière est cependant désaffectée et démontée en 1938. La halte en est d'ailleurs un des derniers vestiges.
Cette halte n'est plus en service depuis 1995.